# Le Tombeau de Virgile
Ne doit pas être confondu avec Tombeau de Virgile.
Le Tombeau de Virgile (en anglais Virgil's Tomb) est le titre de trois tableaux achevés par Joseph Wright of Derby entre 1779 et 1785. Ils font partie des fruits du voyage qu'il effectua en Italie de 1773 à 1775. Tous trois dépeignent les ruines proches de Naples qui sont traditionnellement identifiées au tombeau du poète épique latin Virgile. Sur le plus ancien des trois, daté de 1779, figure le personnage de Silius Italicus, un poète légèrement plus tardif connu pour avoir été un admirateur de Virgile.
À la différence des tableaux de Wright montrant des scènes éclairées à la chandelle, les vues nocturnes du tombeau de Virgile sont « baignées d'une lumière lunaire oppressante » (Nicolson, p. 83). Elles reflètent un état du développement de l'art de Wright où « il tenait un équilibre délicat entre ce qui était réellement là et ce qu'il désirait construire à partir de ce qui était là » (Nicolson, p. 83).

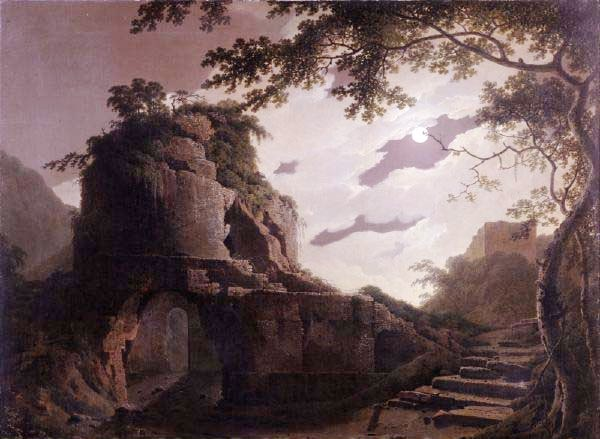
Le Tombeau de Virgile dans la version de 1782 (Derby Museum and Art Gallery).
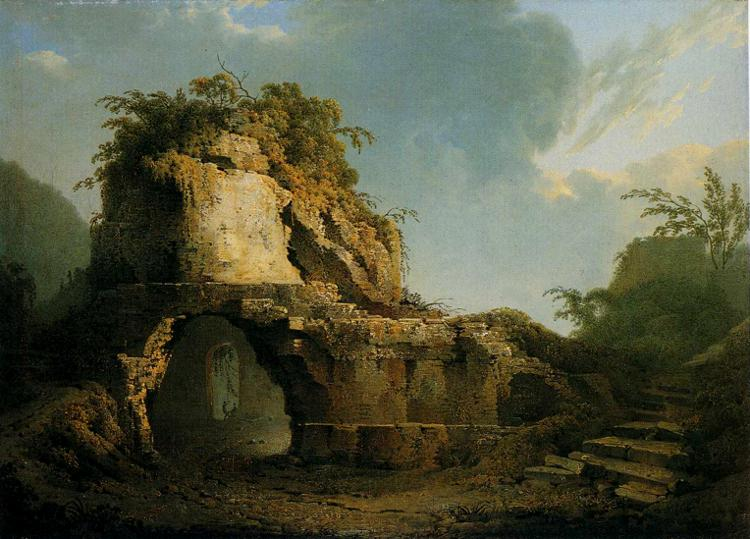
Le Tombeau de Virgile : soleil perçant un nuage, version de 1785 (Ulster Museum, Belfast).

## Crédit d'auteurs
- (en) Cet article est partiellement ou en totalité issu de l’article de Wikipédia en anglais intitulé « Virgil's Tomb (Joseph Wright paintings) » (voir la liste des auteurs).